# Praia de Labruge
A Praia de Labruge é uma praia marítima situada em Labruge, Vila do Conde, em Portugal continental. Tem como acesso a saída da auto-estrada A28.